# Computer age
Computer age is een lied van Neil Young. Het verscheen in 1982 in Nederland op een 7"- en 12"-single, met het nummer Sample and hold op de B-kant. Hetzelfde jaar kwam het ook uit op het album Trans. In Brazilië werd het verder nog uitgebracht als jukebox-single, met Overpowered by funk van The Clash op de andere A-kant.
Young gaf zijn platen toen uit via Geffen Records, in een tijd dat hij experimenteerde met verschillende muziekstijlen. Hier valt de stijl te kwalificeren als synthpop of spacerock, een geheel ander genre dan waar Young bekend mee werd. Dat was namelijk vooral grunge, rock, folk of countrymuziek, of een fusion daartussen. De zangstem wordt vervormd door een transformer en de gitaar, drums en toetsen zijn elektronisch.
In 1989 werd het nummer gecoverd door Sonic Youth (The bridge - A tribute to Neil Young, 1989).